# Port lotniczy Ørland
Port lotniczy Ørland – krajowy port lotniczy położony w Brekstad. Jest jednym z największych portów lotniczych w północnej Norwegii. Używany jest również przez Królewskie Norweskie Siły Powietrzne.

## Linie lotnicze i połączenia
| Linia lotnicza | Kierunek                                      |
| -------------- | --------------------------------------------- |
| DAT            | 1. Harstad/Narwik 2. Oslo-Gardermoen 3. Stord |